# Xín Mần (huyện)
Xín Mần là một huyện miền núi biên giới thuộc tỉnh Hà Giang, Việt Nam.

## Địa lý
Huyện Xín Mần nằm ở phía tây bắc tỉnh Hà Giang, cách thành phố Hà Giang 150 km về phía tây, có vị trí địa lý:
- Phía đông giáp huyện Hoàng Su Phì
- Phía tây giáp huyện Si Ma Cai, huyện Bắc Hà và huyện Bảo Yên thuộc tỉnh Lào Cai
- Phía nam giáp huyện Quang Bình
- Phía bắc giáp huyện Mã Quan, tỉnh Vân Nam, Trung Quốc.

Huyện Xín Mần có diện tích 587,02 km², dân số năm 2019 là 67.999 người, mật độ dân số đạt 116 người/km².

## Lịch sử
Xa xưa vùng đất lập nên huyện Xín Mần là huyện Bình Nguyên, Tuyên Quang.
Đến cuối thời Lê huyện Bình Nguyên đổi là châu Vị Xuyên thuộc phủ Tương Yên, tỉnh Tuyên Quang.
Đến năm 1835, cắt phần đất nằm ở hữu ngạn Sông Lô, thành lập huyện mới lấy tên là Vĩnh Tuy (sau đổi là Bắc Quang). Phần đất còn lại gọi là huyện Vị Xuyên với 5 tổng, 31 xã, thôn.
Dưới thời Pháp thuộc, toàn bộ phủ Tương Yên trong đó có Vị Xuyên thuộc khu quân sự số 2, tỉnh Tuyên Quang.
Tên gọi Xin Mần là phiên âm của địa danh Thanh Môn (箐门 (Chữ Nôm Dao), Qing-Mén) được ghi trong bản đồ Bắc Kỳ năm 1887 do người Pháp vẽ. Địa danh Thanh Môn được người Pháp ghi lại từ nhật ký của viên lý trưởng đương thời tên là Trương Văn Tham, khi họ xem xét đàm phán ký kết công ước Pháp - Thanh 1887.
Ngày 20 tháng 8 năm 1891, tỉnh Hà Giang được thành lập trên cơ sở phủ Tương yên và huyện Vĩnh Tuy, thuộc đạo quan binh thứ ba. Từ đó huyện Vị Xuyên thuộc tỉnh mới Hà Giang. Về sau huyện này lại chia thành hai huyện Vị Xuyên và Hoàng Su Phì.
Ngày 30 tháng 4 năm 1962, dưới chính thể mới của Nhà nước Việt Nam Dân Chủ Cộng Hòa, một số xã của Hoàng Su Phì được chia thành nhiều xã nhỏ, trong đó:
- Chia xã Tụ Nhân thành 5 xã: Bản Phùng, Bản Máy, Bản Pắng, Nàn Sỉn và Thàng Tín
- Chia xã Chí Cà thành 2 xã: Chí Cà và Pà Vầy Sủ.

Ngày 13 tháng 12 năm 1962, Bộ Nội vụ ban hành Quyết định số 328-NV về việc đổi tên xã Thèn Chu Thùng thành xã Thèn Chu Phìn.
Ngày 15 tháng 12 năm 1962, Hội đồng Chính phủ ban hành Quyết định 211/1962/QĐ-CP về việc:
- Chia xã Trung Thịnh thành 6 xã: Trung Thịnh, Ngán Chiên, Thu Tà, Việt Thái, Nàng Đôn và Pờ Ly Ngài
- Chia xã Chế Là thành 4 xã: Cốc Rế, Tả Nhìu, Chế Là và Nấm Dẩn
- Chia xã Cốc Pài thành 3 xã: Cốc Pài (nay là thị trấn Cốc Pài), Nàn Ma và Bản Ngò.

Ngày 1 tháng 4 năm 1965, Hội đồng Chính phủ ban hành Quyết định số 49-CP về việc thành lập huyện Xín Mần trên cơ sở tách 17 xã: Bản Díu, Bản Máy, Bản Ngò, Chế Là, Chí Cà, Cốc Pài, Cốc Rế, Nấm Dẩn, Nàn Ma, Nàn Xỉn, Ngán Chiên, Pà Vầy Sủ, Tả Nhìu, Tân Nam, Thèn Phàng, Thu Tà và Xín Mần thuộc huyện Hoàng Su Phì.
Tháng 12 năm 1975, hợp nhất hai tỉnh Tuyên Quang và Hà Giang thành tỉnh Hà Tuyên, Xín Mần là một huyện của tỉnh Hà Tuyên.
Ngày 14 tháng 5 năm 1981, Hội đồng Chính phủ ban hành Quyết định 185/1981/QĐ-CP về việc:
- Sáp nhập toàn bộ xã Pốc Pài vào xã Pà Vầy Sừ
- Sáp nhập toàn bộ xã Thèn Phàng vào xã Xín Mần
- Sáp nhập toàn bộ xã Bản Pắng và một phần xã Bản Phùng vào xã Bản Máy
- Sáp nhập một phần xã Pà Vầy Sừ vào xã Chi Cà
- Sáp nhập phần còn lại xã Bản Phùng và một phần xã Bản Dúi vào xã Nàn Xỉn.

Ngày 18 tháng 11 năm 1983, Hội đồng Bộ trưởng ban hành Quyết định 136-HĐBT về việc:
- Tách xã Bản Máy của huyện Xín Mần để sáp nhập vào huyện Hoàng Su Phì
- Tách các xã Trung Thịnh và Nàng Đôn của huyện Hoàng Su Phì để sáp nhập vào huyện Xín Mần
- Tách các xã Nà Chì, Khuôn Lùng và Quảng Nguyên của huyện Bắc Quang để sáp nhập vào huyện Xín Mần.

Huyện Xín Mần có 21 xã: Bản Díu, Bản Ngò, Chế Là, Chí Cà, Cốc Pài, Cốc Rế, Khuôn Lùng, Nà Chì, Nậm Dẩn, Nàn Ma, Nàn Xỉn, Nàng Đôn, Ngán Chiên, Pà Vầy Sủ, Quảng Nguyên, Tả Nhìu, Tân Nam, Thèn Phàng, Thu Tà, Trung Thịnh và Xín Mần.
Năm 1980, chuyển trung tâm huyện lỵ từ xã Cốc Pài về xã Nà Chì và đến năm 1989, lại chuyển trung tâm huyện lỵ từ xã Nà Chì về xã Cốc Pài.
Năm 1991, khi tách trở lại thành Tuyên Quang và Hà Giang, Xín Mần trở lại là huyện của tỉnh Hà Giang.
Ngày 29 tháng 8 năm 1994, Chính phủ ban hành Nghị định số 112/1994/NĐ-CP về việc thành lập điều chỉnh xã Nàng Đôn về huyện Hoàng Su Phì quản lý.
Cuối năm 2002, huyện Xín Mần gồm 20 xã: Bản Díu, Bản Ngò, Chế Là, Chí Cà, Cốc Pài, Cốc Rế, Khuôn Lùng, Nà Chì, Nậm Dẩn, Nàn Ma, Nàn Xỉn, Ngán Chiên, Pà Vầy Sủ, Quảng Nguyên, Tả Nhìu, Tân Nam, Thèn Phàng, Thu Tà, Trung Thịnh và Xín Mần.
Ngày 1 tháng 12 năm 2003, Chính phủ ban hành Nghị định 146/2003/NĐ-CP về việc điều chỉnh toàn bộ 7.683 ha diện tích tự nhiên và 2.482 nhân khẩu của xã Tân Nam về huyện Quang Bình quản lý.
Sau khi điền chỉnh địa giới hành chính để thành lập huyện Quang Bình, huyện Xín Mần còn lại 58.192 ha diện tích tự nhiên và 50.748 nhân khẩu với 19 đơn vị hành chính trực thuộc, bao gồm các xã: Nà Chì, Khuôn Lùng, Quảng Nguyên, Bản Díu, Bản Ngò, Chế Là, Chí Cà, Cốc Pài, Cốc Rế, Nàn Ma, Nàn Xỉn, Nấm Dẩn, Ngán Chiên, Pà Vầy Sủ, Tả Nhìu, Thèn Phàng, Thu Tà, Trung Thịnh và Xín Mần.
Ngày 31 tháng 3 năm 2009, Chính phủ ban hành Nghị định 11/2009/NĐ-CP về việc thành lập thành thị trấn Cốc Pài (thị trấn huyện lỵ huyện Xín Mần) trên cơ sở xã Cốc Pài.
Ngày 1 tháng 1 năm 2020, sáp nhập xã Ngán Chiên vào xã Trung Thịnh.
Huyện Xín Mần có 1 thị trấn và 17 xã như hiện nay.

## Hành chính
Huyện Xín Mần có 18 đơn vị hành chính cấp xã trực thuộc, bao gồm thị trấn Cốc Pài (huyện lỵ) và 17 xã: Bản Díu, Bản Ngò, Chế Là, Chí Cà, Cốc Rế, Khuôn Lùng, Nà Chì, Nấm Dẩn, Nàn Ma, Nàn Xỉn, Pà Vầy Sủ, Quảng Nguyên, Tả Nhìu, Thèn Phàng, Thu Tà, Trung Thịnh, Xín Mần.

## Du lịch

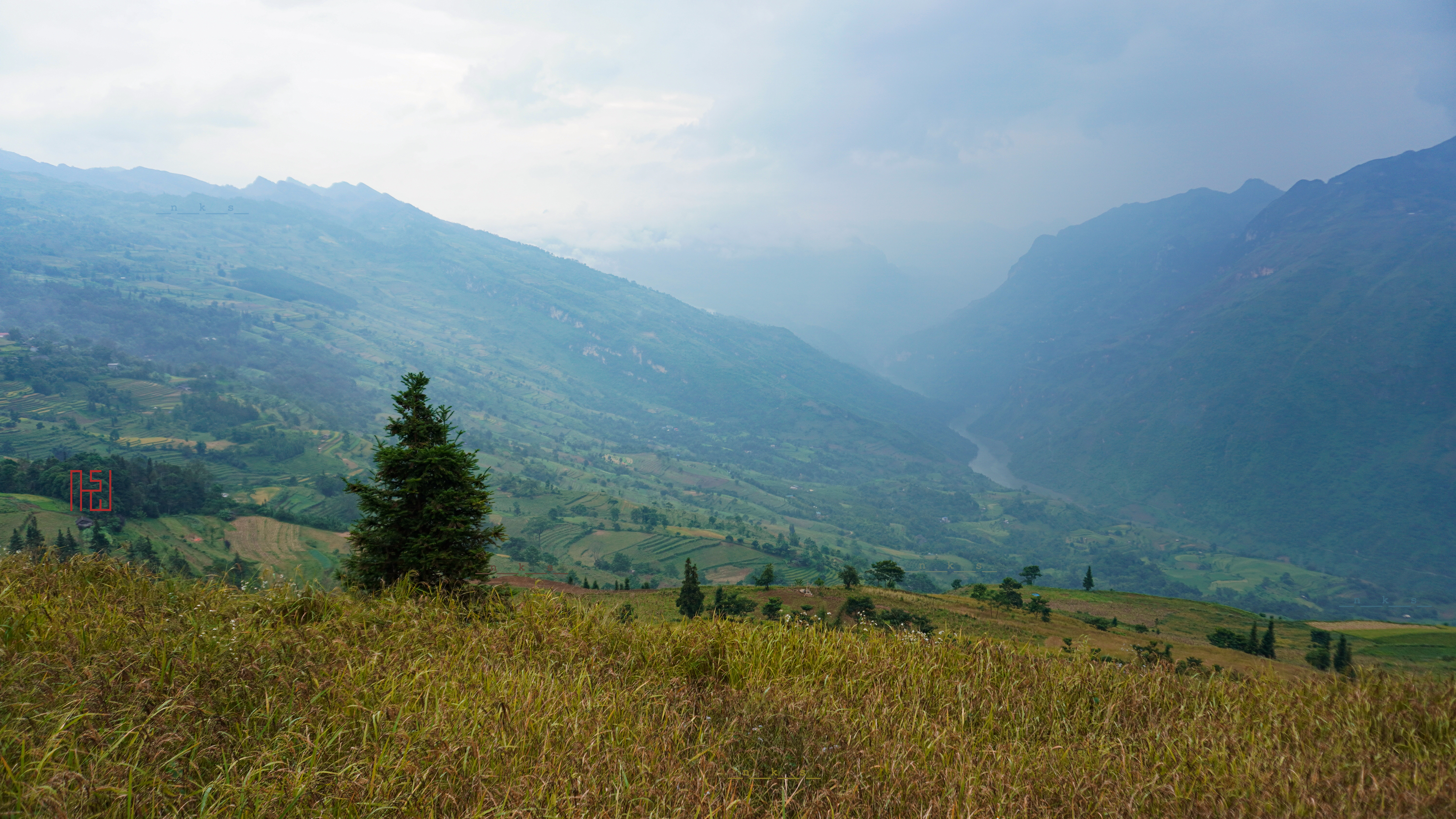
Thảo nguyên Suôi Thầu

Huyện nằm trên một trong những cung đường chính nối vùng Đông Bắc với Tây Bắc.
Điểm thu hút du lịch chính của huyện là thảo nguyên Suôi Thầu nằm giữa xã Nàn Ma và thị trấn Cốc Pài. Đây là một địa điểm mới được khám phá trong thời gian gần đây, nổi tiếng với hình ảnh cánh đồng rộng lớn nhìn xuống thung lũng sông Chảy, điểm xuyết bởi các cây sa mộc đứng đơn lẻ.
Ngoài ra tại xã Nấm Dẩn có di tích bãi đá cổ Nậm Dẩn, là nơi có những đá lớn có khắc các hình ở ven dòng Nậm Dẩn và khu du lịch Thác Tiên trên Đèo Gió.